# Pekmez

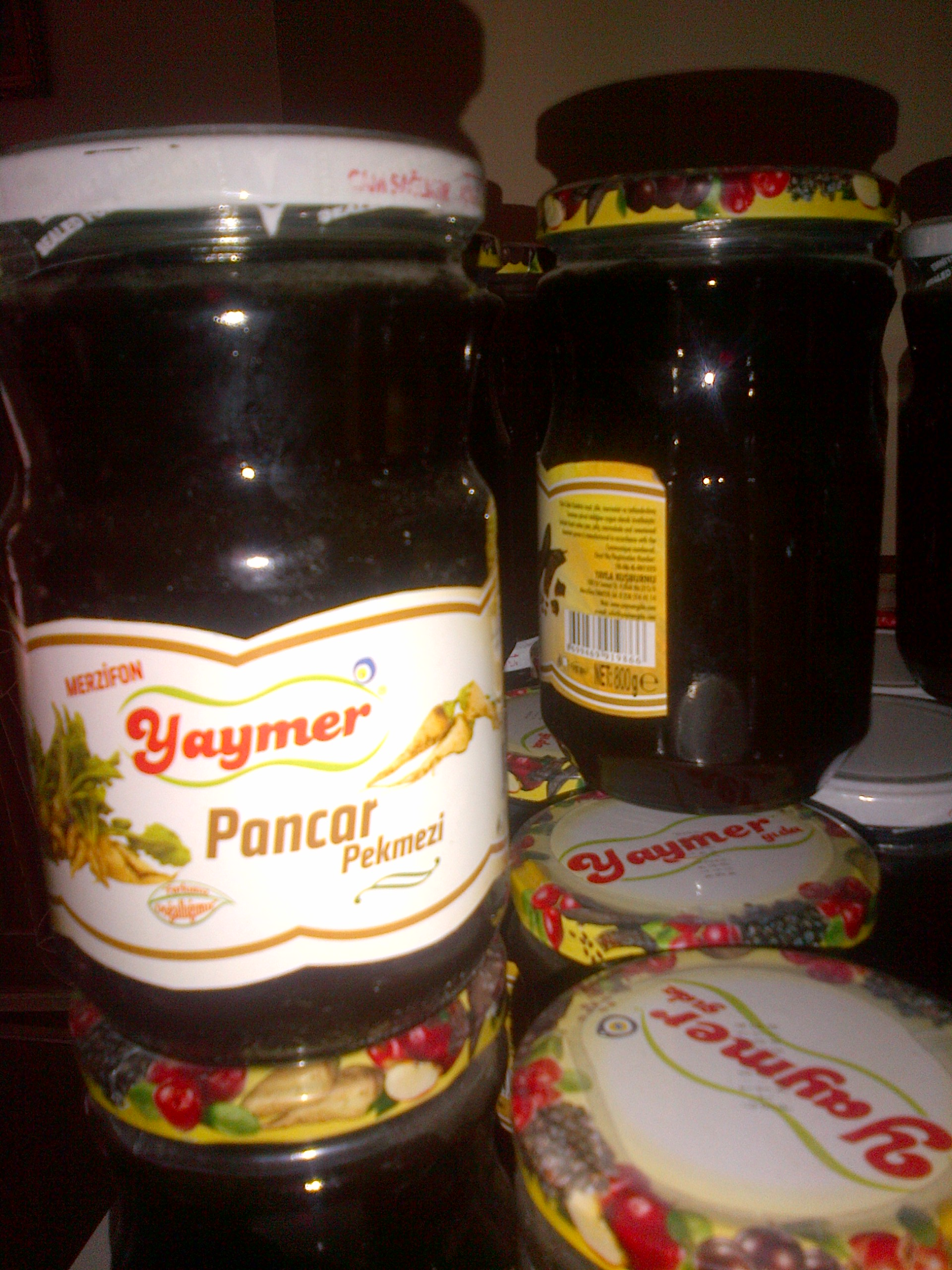
Pekmez de remolatxa de Turquia.

El Pekmez (turc, del turc oghuz bekmes), és un xarop típic en les cuines del mediterrani oriental. Està elaborat a partir del suc d'una fruita que mitjançant cocció es redueix de volum fins a formar una mena de xarop dens. Les fruites emprades solen ser raïm (most) o figues. Gairebé sempre es deixa bullir amb un agent coagulant que forci el lligam. Es menja sovint juntament amb el tahina a l'esmorzar.
Dibis (àrab) és un producte similar elaborat a partir de dàtils. Existeix, però, un altre tipus de Pekmez elaborat de garrofers, anomenat keçiboynuzu pekmezi o harnup pekmezi en turc.
El Pekmez es fa de raïm, figa, mora o altres fruites. És un producte gairebé exclusivament turc (s'assembla una mica a l'arrop o xarop). Quan es cou, s'afegeix pekmez toprağı (un tipus de terra que conté entre 50 i 90% de calç). Per cada 100 kg. de pekmez es necessiten entre 1 i 5 kg. de terra. El que diferencia el pekmez d'altres productes semblants és l'ús d'aquest tipus de terra. Després de la cocció es deixa reposar i després la terra blanca és separada del líquid.